# 12564 Ikeller
12564 Ikeller este un asteroid din centura principală de asteroizi.

## Descriere
12564 Ikeller este un asteroid din centura principală de asteroizi. A fost descoperit pe 22 septembrie 1998 la Bergisch Gladbach de Wolf Bickel. Asteroidul prezintă o orbită caracterizată de o semiaxă mare de 2,83 ua, o excentricitate de 0,04 și o înclinație de 1,6° în raport cu ecliptica.